# Мотков, Пётр Иванович
Пётр Иванович Мотков (13 июня 1919, с. Коровино, Самарская губерния — 29 октября 1973) — заместитель командира эскадрильи 826-го штурмового авиационного полка 335-й штурмовой авиационной дивизии 3-й воздушной армии 3-го Белорусского фронта. Майор. Герой Советского Союза.

## Биография
Родился 13 июня 1919 года в селе Коровино ныне Чердаклинского района Ульяновской области в семье крестьянина. Русский. Член ВКП(б)/КПСС с 1943 года. Окончил 8 классов. Работал на автомобильном заводе.
В Красной Армии с 1940 года. В 1941 году окончил Энгельсскую военно-авиационную школу пилотов. Участник Великой Отечественной войны с 1941 года.
Заместитель командира эскадрильи 826-го штурмового авиационного полка старший лейтенант Пётр Мотков к марту 1945 года совершил 112 боевых вылетов на штурмовку вражеских аэродромов и железнодорожных узлов.
Указом Президиума Верховного Совета СССР от 18 августа 1945 года за образцовое выполнение боевых заданий командования на фронте борьбы с немецко-фашистскими захватчиками и проявленные при этом мужество и героизм, старшему лейтенанту Петру Ивановичу Моткову присвоено звание Героя Советского Союза с вручением ордена Ленина и медали «Золотая Звезда».
После войны продолжал службу в ВВС СССР. С 1957 года майор П. И. Мотков — в запасе. Жил и работал в столице Латвии — городе Риге. Скончался 29 октября 1973 года.
Награждён орденом Ленина, тремя орденами Красного Знамени, орденами Александра Невского, Отечественной войны 1-й степени, Красной Звезды, медалями.

## Память
Имя Петра Ивановича Моткова есть на мемориальной доске Обелиска «30 лет Победы» в Ульяновске.

Мемориальная доска с именем Героя.